# Pasto verde
Pasto verde es una novela escrita por Parménides García Saldaña, publicada en el verano de 1968. De lenguaje coloquial y dirigida a un público joven, se considera como una de las obras más representativas del movimiento llamado literatura de la Onda.